# Rosyjski kontyngent wojskowy w Bośni i Hercegowinie
Rosyjski kontyngent wojskowy w Bośni i Hercegowinie (ang. Russian Military Contingent, RMC, ros. контингент Вооруженных Сил Российской Федерации в миротворческой операции многонациональных сил по выполнению Общего рамочного соглашения о мире в Боснии и Герцеговине) – wydzielony komponent Sił Zbrojnych Federacji Rosyjskiej, przeznaczony do działań w ramach sił NATO IFOR i SFOR w Bośni i Hercegowinie w latach 1996–2003.

## Historia

### Siły ONZ
Rozpad Jugosławii w 1991 doprowadził do wybuchu wojny między armiami nowych państw a siłami serbskimi. Aby zapobiec eskalacji walk i uchronić ludność cywilną przed czystkami ONZ postanowiło utworzyć w lutym 1992 r. Siły Ochronne ONZ – UNPROFOR.
Jednym z 12 zaproszonych do udziału w nich państw była Rosja. Rada Najwyższa Federacji Rosyjskiej 6 marca 1992 zaaprobowała propozycję wysłania do byłej Jugosławii kontyngentu wojskowego. W ciągu kolejnych lat stanowiły go dwa bataliony wojsk powietrznodesantowych (WDW):
- 554 Samodzielny Batalion Piechoty (RUSBATT 1. RusBat 1) – w 1992 liczył ok. 900 żołnierzy i stacjonował w sektorze wschodnim sił pokojowych w Chorwacji (okolice miasta Vukovar). Po przekształceniu UNPROFOR w trzy odrębne w marcu 1995 misje batalion wszedł w skład Operacji ONZ Przywrócenia Zaufania w Chorwacji – UNCRO. W styczniu 1996, po wygaśnięciu mandatu UNCRO batalion pozostał na terenie autonomicznej republiki Wschodniej Slawonii w ramach Tymczasowej Administracji ONZ we Wschodniej Slawonii, Baranji i Zachodnim Sremie – UNTAES. Rosyjscy żołnierze wycofali się z Chorwacji w związku rozwiązaniem UNTAES w styczniu 1998.
- 629 Samodzielny Batalion Piechoty (RUSBATT 2, RusBat 2) – wysłany w lutym 1994 do Sarajewa w Bośni i Hercegowinie, liczył wówczas ok. 800 żołnierzy. Po przekształceniach sił ONZ w b. Jugosławii w marcu 1995 pozostał w UNPROFOR. W grudniu 1995 UNPROFOR przekazał odpowiedzialność wojskom NATO.

Łącznie siły rosyjskie w b. Jugosławii w 1994 liczyły ok. 1500 żołnierzy, 95 wozów opancerzonych i 200 samochodów.

### IFOR
14 listopada 1995 strony wojny domowej w Bośni i Hercegowinie zawarły układ w Dayton – porozumienie pokojowe kończące konflikt. Na jego mocy wojska serbskie i bośniacko-chorwackie wstrzymały działania bojowe i rozpoczęły demilitaryzację. Nad wprowadzeniem w życie zapisów układu miały czuwać działające na podstawie mandatu Rady Bezpieczeństwa ONZ Siły Implementacyjne – IFOR, dowodzone przez NATO. Przejęły one odpowiedzialność od nieskutecznych Sił Ochronnych ONZ.

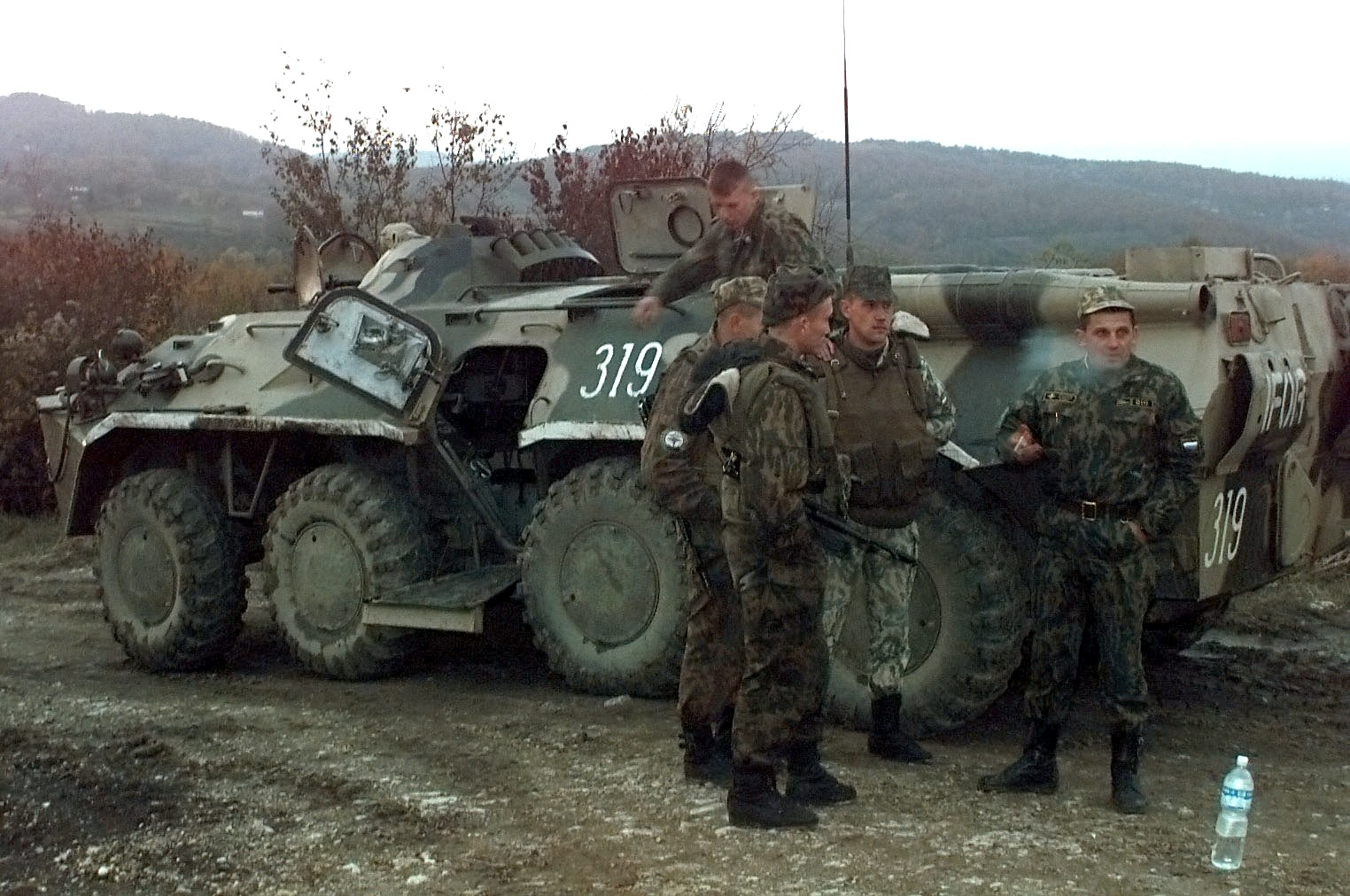
Rosyjscy żołnierze IFOR

5 stycznia 1996 Rada Federacji wydała decyzję o utworzeniu kontyngentu Sił Zbrojnych Federacji Rosyjskiej w operacji pokojowej sił wielonarodowych w celu wdrożenia porozumienia na rzecz pokoju w Bośni i Hercegowinie (ros. контингент Вооруженных Сил Российской Федерации в миротворческой операции многонациональных сил по выполнению Общего рамочного соглашения о мире в Боснии и Герцеговине).
Było to przełomowe wydarzenie, gdyż po raz pierwszy wojska Rosji, sukcesora Związku Sowieckiego, miały uczestniczyć w siłach NATO. Z przyczyn politycznych i organizacyjnych (IFOR funkcjonował w ramach struktur NATO) problematycznych z punktu widzenia Rosji. Zdecydowano się na inne rozwiązanie niż stosowane wobec sił innych państw, operacyjnie podległych dowódcom dywizji wielonarodowych: w Naczelnym Dowództwie Sił Zbrojnych NATO w Europie (SHAPE) utworzono zarezerwowane dla rosyjskiego generała stanowisko zastępcy Naczelnego Dowódcy Sił NATO Europie (SACEUR). Rosyjskie wojska, technicznie wchodzące w skład amerykańskiej Wielonarodowej Dywizji Północ, nie podlegały bezpośrednio jej dowództwu: instrukcje i rozkazy wydawane były za pośrednictwem zastępcy SACEUR.
Rosyjski kontyngent stanowiły 1 Pokojowa Rosyjska Samodzielna Brygada Powietrznodesantowa (ang. 1st Peacekeeping Russian Separate Airborne Brigade, PRSAB, rus. 1-я отдельная воздушно-десантная бригада), oraz personel w dowództwie Wielonarodowej Dywizji. Łącznie ok. 1500 żołnierzy, 118 pojazdów opancerzonych (m.in. BTR-80) i 284 samochodów, zgrupowanych w pięciu bazach: Ugljevik (dowództwo brygady), Priboj (1 Batalion), Simin Han (2 Batalion), Vukocavci, Spasoevici. Strefa odpowiedzialności wynosiła 1750 km² na terenie obu części składowych Bośni i Hercegowiny (Federacja Bośni i Hercegowiny, Republika Serbska). Do zadań brygady należały m.in.
- zabezpieczenie wyborów we wrześniu 1996 roku,
- zapewnienie bezpieczeństwa cywilom i siłom międzynarodowym,
- demilitaryzacja podporządkowanego rejonu,
- obsadzenie posterunków i punktów kontrolnych,
- wsparcie pomocy humanitarnej.

### SFOR
Mandat IFOR-u wygasł 20 grudnia 1996 r. i w związku z faktem niewypełnienia wszystkich postanowień traktatu na jego miejsce powołano Siły Stabilizacyjne – SFOR. Wojska NATO na terenie Bośni i Hercegowiny zredukowano z ok. 60 tys. do 32 tys. żołnierzy. Zmniejszeniu uległ także RMC: górny limit osobowy ustalono na ok. 1400 żołnierzy, faktycznie na terenie Bośni i Hercegowiny stacjonowało ok. 1340 rosyjskich żołnierzy.
24 marca 1999 NATO rozpoczęło operację Allied Force, mającą na celu wymuszenie poprzez ataki lotnicze wycofania przez Serbów swoich jednostek z Kosowa. Ostatecznie 9 czerwca 1999 wszystkie strony konfliktu podpisały porozumienie o rozbrojeniu partyzantów, wycofaniu się regularnych jednostek i zastąpieniu ich przez międzynarodowe Siły w Kosowie (Kosovo Force – KFOR) pod dowództwem NATO. Rosja jako tradycyjny sojusznik Serbii wsparła ją politycznie, krytykując interwencję NATO jako złamanie prawa międzynarodowego (akcja zbrojna została podjęta bez zgody ONZ). Po podpisaniu pomijającego Rosję porozumienia kończącego bombardowania, władze Federacji Rosyjskiej podjęciu działań mających na celu utrzymanie swojej pozycji politycznej w regionie i wysłać do Kosowa własne siły pokojowe, nawet wbrew planom NATO. Wejście wojsk Paktu Północnoatlantyckiego do Kosowa zaplanowano na 12 czerwca 1999, dlatego 10 czerwca nakazano dowódcy rosyjskiego kontyngentu SFOR przygotowanie batalionu powietrznodesantowego do ponad 600 km rajdu na terytorium Kosowa. 11 czerwca kolumna 206 żołnierzy, 15 transporterów opancerzonych i 35 pojazdów samochodowych wyruszyła z Ugljeviku i 12 czerwca zajęła lotnisko w Prisztinie. Wywołało to kryzys międzynarodowy, zakończony porozumieniem w Helsinkach, zawartym 18 czerwca 1999.

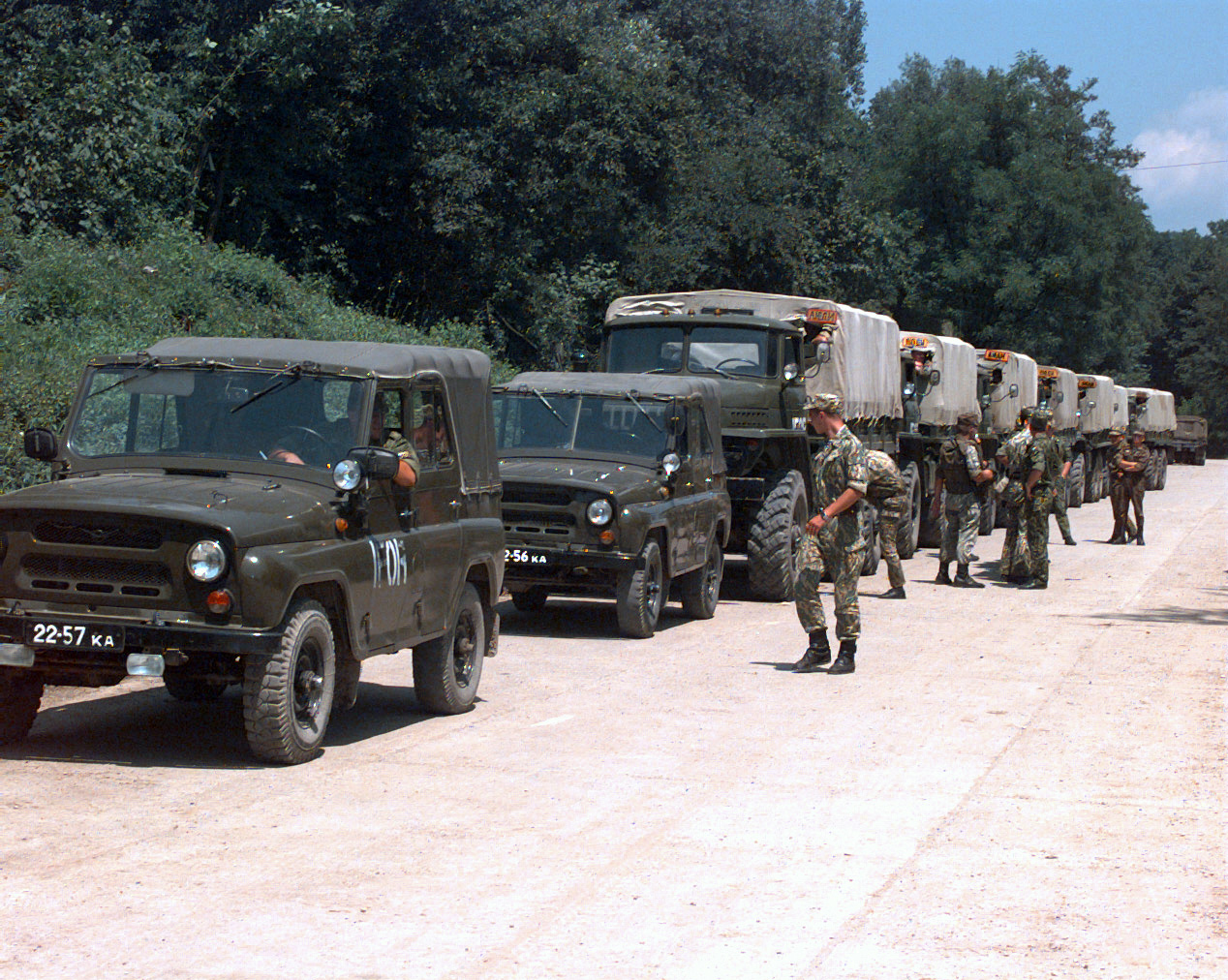
Rosyjscy żołnierze w Bośni i Hercegowinie

Postępująca normalizacja sytuacji na terenie Bośni i Hercegowiny i utworzenie sił wielonarodowych KFOR w Kosowie skutkowały zmniejszeniem liczebności SFOR oraz zmianami w strukturze organizacyjnej. W styczniu 2000 rozwiązano brygady i zastąpiono je batalionowymi grupami bojowymi (np. Brygadę Nordycko-Polską przeformowano w Nordycko-Polską Grupę Bojową). W przypadku rosyjskiego kontyngentu postąpiono inaczej: zachowano dowództwo brygady i brygadowy element wsparcia, rolę Rosyjskiej Grupy Bojowej pełnił wzmocniony batalion powietrznodesantowy. Grupa bojowa liczyła ok. 1150 żołnierzy, w tym 3 kompanie WDW, pododdziały: rozpoznawczy, logistyczny, zabezpieczenia, dowodzenia i inne, stacjonujące w czterech bazach z dowództwem w Ugljeviku.
W ciągu kolejnych lat RMC systematycznie redukowano: w sierpniu 2001 liczył on już ok. 900 żołnierzy, w marcu 2003 zaledwie 300-350 żołnierzy.
W maju 2003 Prezydent FR Władimir Putin wydał decyzję o wycofaniu rosyjskich kontyngentów wojskowych z sił pokojowych NATO na Bałkanach: SFOR (ok. 320 żołnierzy) i KFOR (ok. 650 żołnierzy). Proces przerzutu wojsk z Bośni i Hercegowiny trwał od 22 maja do 14 czerwca 2003, 28 maja w bazie wojskowej w Ugljeviku miała miejsce ceremonia oficjalnego zakończenia misji przez rosyjskich żołnierzy.

## Struktura organizacyjna
Struktura organizacyjna rosyjskiego kontyngentu IFOR w 1996:
- Zastępca Naczelnego Dowódcy Siły Zbrojnych NATO w Europie
  - 1 Pokojowa Rosyjska Samodzielna Brygada Powietrznodesantowa (Russian Brigade, RUSBDE)
    - 1 batalion powietrznodesantowy
    - 2 batalion powietrznodesantowy
    - bateria artylerii
    - kompania saperów
    - inne pododdziały

  - personel w HQ IFOR, HQ MND-N

Struktura organizacyjna rosyjskiego grupy bojowej SFOR w 2000:
- Dowództwo i sztab Rosyjskiej Grupy Bojowej
  - 1 kompania powietrznodesantowa
  - 2 kompania powietrznodesantowa
  - 3 kompania powietrznodesantowa
  - kompania rozpoznawcza
  - kompania dowodzenia i zaopatrzenia
  - kompania łączności
  - kompania obrony przed bronią masowego rażenia
  - kompania policji wojskowej
  - jednostka zabezpieczenia
  - jednostka medyczna

Liczebność rosyjskiego kontyngentu wojskowego:
- ok. 1500 żołnierzy (1996)
- ok. 1340 żołnierzy (1997)
- ok. 1150 żołnierzy (2000)
- ok. 900 żołnierzy (2001)
- ok. 320 żołnierzy (2003)

Dowódcami rosyjskiego kontyngentu wojskowego byli m.in.
- płk Sergiej Szakurin (2003)[3]